# Penelopognathus weishampeli
Il penelopognato (Penelopognathus weishampeli) è un dinosauro erbivoro appartenente agli ornitopodi. Visse alla fine del Cretaceo inferiore (Albiano, circa 105 milioni di anni fa) e i suoi resti fossili sono stati ritrovati in Mongolia. È considerato un possibile antenato dei dinosauri a becco d'anatra.

## Classificazione
Questo dinosauro è conosciuto esclusivamente per i resti fossili di una mandibola, descritta per la prima volta nel 2005. La mandibola è stata attribuita a un rappresentante degli iguanodonti adrosauroidi, un gruppo di dinosauri erbivori di grosse dimensioni che furono all'origine dei dinosauri a becco d'anatra. La mandibola di Penelopognathus era insolitamente lunga e bassa, al contrario di quelle dei tipici adrosauroidi (solitamente corte e alte). Uno studio (Godefroit, 2005) ha messo in luce i possibili rapporti di parentela di Penelopognathus: esso risulterebbe più derivato (evoluto) di Altirhinus ma meno rispetto a Probactrosaurus, sulla base di caratteristiche della dentatura. Un suo possibile stretto parente è il ben conosciuto Jinzhousaurus. 

## Significato del nome
Il nome generico deriva dal greco penelops ("oca selvatica") e gnathos ("mascella"), con riferimento alla presunta discendenza di questo animale, i dinosauri a becco d'anatra. L'epiteto specifico, weishampeli, è in onore del paleontologo David B. Weishampel, che ha studiato a lungo questi dinosauri.